# Coppa Valle Grana
La Coppa Valle Grana est une course cycliste italienne qui se déroule au mois d'août autour de la localité de Caraglio, dans le Val Grana. Créée en 1933, cette compétition fait partie des plus anciennes événements sportifs du Piémont. Elle est organisée par le Velo Club Esperia Piasco, une équipe locale,. 
Après une interruption de plusieurs ans, la Coupe refait son apparition en 2025,. Seuls les cyclistes de catégorie junior peuvent y participer. L'épreuve fut toutefois ouverte aux élites amateurs et aux indépendants par le passé. Son parcours actuel comprend près de 1 000 mètres de dénivelé positif.  

## Palmarès
| Année     | Vainqueur              | Deuxième            | Troisième          |
| --------- | ---------------------- | ------------------- | ------------------ |
| 1933      | Antonio Bianco         |                     |                    |
| 1934      | Antonio Pelazza        |                     |                    |
| 1935      | Remo Faggino           |                     |                    |
| 1936      | Giovanni Piatti        |                     |                    |
| 1937      | Giovanni Olivetti      |                     |                    |
| 1938      | Giovanni Varetto       |                     |                    |
| 1939-1946 | Pas organisé           | Pas organisé        | Pas organisé       |
| 1947      | Oreste Oreste          |                     |                    |
| 1948      | Lino Asselle           |                     |                    |
| 1949      | Giovanni Potsulu       |                     |                    |
| 1950      | Giovanni Roma          |                     |                    |
| 1951      | Remigio Calandri       |                     |                    |
| 1952      | Albino Gallina         |                     |                    |
| 1953      | Guido Messina          |                     |                    |
| 1954      | Mario Pezzo            |                     |                    |
| 1955      | Mamante Mora           |                     |                    |
| 1956-1960 | Pas organisé           | Pas organisé        | Pas organisé       |
| 1960      | Salvatore Di Matteo    |                     |                    |
| 1961      | Franco Sessarego       |                     |                    |
| 1962      | Anselmo Biava          |                     |                    |
| 1963      | Placido Amistà         |                     |                    |
| 1964      | Italo Ferrara          |                     |                    |
| 1965      | Bruno Vittiglio (it)   |                     |                    |
| 1966      | Pas organisé           | Pas organisé        | Pas organisé       |
| 1967      | Defendente Fracchia    |                     |                    |
| 1968      | Vittorio Adorno        |                     |                    |
| 1969      | Bruno Giorza           |                     |                    |
| 1970      | Giuseppe Belli         |                     |                    |
| 1971      | Gianfranco Zanetti     |                     |                    |
| 1972      | Loreto Valenza         |                     |                    |
| 1973      | Giorgio Zancanaro      |                     |                    |
| 1974      | Alberto Minetti (it)   |                     |                    |
| 1975      | Giancarlo Veglia       |                     |                    |
| 1976      | Pas organisé           | Pas organisé        | Pas organisé       |
| 1977      | Luciano Longo          |                     |                    |
| 1978      | Pas organisé           | Pas organisé        | Pas organisé       |
| 1979      | Mauro Aretuso          |                     |                    |
| 1980      | Italo Risso            |                     |                    |
| 1981      | Gabriele Paggi         |                     |                    |
| 1982      | Loreto Valenza         |                     |                    |
| 1983      | Loreto Valenza         |                     |                    |
| 1984      | Luciano Longo          |                     |                    |
| 1985      | Davide Perona          |                     |                    |
| 1986      | Vincenzo Nardini       |                     |                    |
| 1987      | Massimo Sonetti        |                     |                    |
| 1988      | Luciano Longo          |                     |                    |
| 1989      | Devis Fuser            |                     |                    |
| 1990      | Ivan Plett             |                     |                    |
| 1991      | Patrik Giovo           |                     |                    |
| 1992      | Roberto Remorini       |                     |                    |
| 1993      | Matteo Frutti          |                     |                    |
| 1994      | Alexander Parfimovitch |                     |                    |
| 1995      | Valentino China (it)   |                     |                    |
| 1996      | Stefano Travella       |                     |                    |
| 1997      | Claudio Bartoli        |                     |                    |
| 1998      | Pas organisé           | Pas organisé        | Pas organisé       |
| 1999      | Giairo Ermeti          |                     |                    |
| 2000      | Matteo Stuani          |                     |                    |
| 2001      | Mario Colombo          |                     |                    |
| 2002      | Andrea Seghezzi        |                     |                    |
| 2003      | Massimo Caddeo         |                     |                    |
| 2004      | Gabriele Giuntoli      |                     |                    |
| 2005      | Francesco Martinetti   |                     |                    |
| 2006      | Andrea Salomone        |                     |                    |
| 2007      | Mattia Pozzo           |                     |                    |
| 2008      | Davide Pacchiardo      | Loris Basciu        | Alessandro Pettiti |
| 2009      | Matteo Draperi         | Mattia Viganò       | Matteo Fontana     |
| 2010      | Davide Iannuzzi        | Matteo Fontana      | Luca Maritan       |
| 2011      | Jacopo Mosca           | Leonardo Pastorino  | Omar Asti          |
| 2012      | Alberto Marengo        | Emanuele Marengo    | Edward Ravasi      |
| 2013-2017 | Pas organisé           | Pas organisé        | Pas organisé       |
| 2018      | Giammaria Bertolini    | Alessandro Baroni   | Lorenzo Martignoni |
| 2019      | Luca Cretti            | Pietro Aimonetto    | Alessandro Baroni  |
| 2020-2024 | Pas organisé           | Pas organisé        | Pas organisé       |
| 2025      | Thomas Bernardi        | Pietro Solavaggione | Daniele Longoni    |